# Cypripedium yunnanense
Cypripedium yunnanense är en orkidéart som beskrevs av Adrien René Franchet. Cypripedium yunnanense ingår i släktet guckuskor, och familjen orkidéer. IUCN kategoriserar arten globalt som akut hotad. Inga underarter finns listade i Catalogue of Life.